# Karl Brater

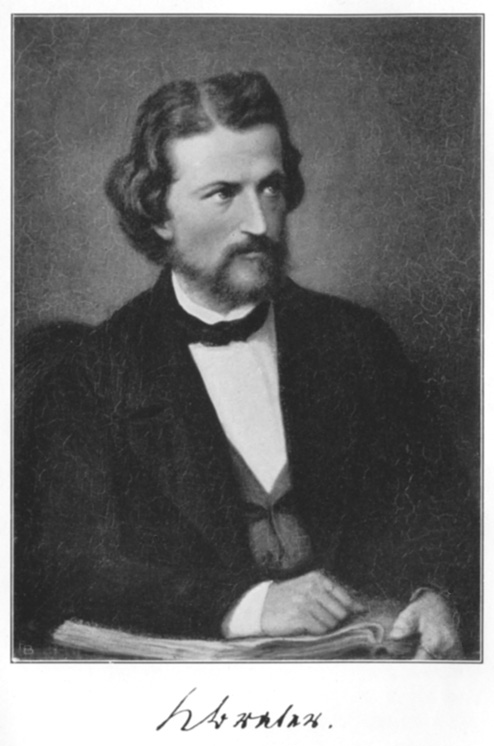
Karl Brater.

Karl Ludwig Theodor Brater,  född 27 juni 1819 i Ansbach, död 20 oktober 1869 i München, var en tysk publicist och politiker.
Brater grundade 1850 "Blätter für administrative Praxis in Bayern" och sedermera "Süddeutsche Zeitung" och andra tidningar, i vilka han försvarade tanken om Tysklands enhet under Preussens ledning. Ifrån 1856 var han medredaktör i Johann Kaspar Bluntschlis "Deutsches Staatswörterbuch".  År 1858 blev han ledamot av Bayerns andra kammare, där han snart blev en av den liberala oppositionens ledande män, och 1859 deltog han i stiftandet av den tyska nationalföreningen.